# زبان پوتواری
زبان پوتواری (پوٹھوہاری یا پوٹھواری) یکی از زبان‌های هندوآریایی است که در فلات پوتوار و کشمیر آزاد در پاکستان بدان سخن‌می‌رانند. شمار بسیاری از کوچندگان از این بخش‌ها هم در بریتانیا می زیند. گویشوران این زبان به تقریب زبان پنجابی را نیز درک می‌کنند، ولی گفتگو میان گویشوران این دو زبان دشوار است. میان باشندگان کشمیر آزاد و فلات پوتوار تفاوت گویشی اندکی وجوددارد. گاه از نام پهاری-پوتواری برای این زبان سودبرده‌می‌شود.
پوتواری زبانی ادبی (از دید متنی) شمرده‌نمی‌شود ولی ادب شفاهی غنی‌ای دارد، برای نگارش آن از الفبای فارسی بهره‌می‌برند که پیشینهٔ استفاده از این خط به دورهٔ چیرگی گورکانیان بازمی‌گردد. زبان پشتو بر آواهای این زبان اثرگذارده‌است.

## نمونه‌های زبانی
| Roman Potwari                | الفبای فارسی              | ترجمه                  |
| ---------------------------- | ------------------------- | ---------------------- |
| salām                        | سلام                      | سلام                   |
| allāfiz                      | اﷲها فظ                   | خداحافظ                |
| āhāṇ                         | اهاں                      | بله (غیر جدی)          |
| jī                           | جی                        | بله (رسمی)             |
| nā                           | نه                        | نه                     |
| tusān na nāṇ kâ?             | تساں نا ناں کے اے         | نامت چیست؟ (غیر رسمی)  |
| mārā nāṇ...â                 | مارا ناں...اے             | نامم...است             |
| tusaṇkī mili ke bū khushī oy | تساںکی ملی کے بوں خشی اوی | از دیدارت خوشحال شدم   |
| shukar                       | شکر                       | تشکر                   |
| tusāna āl kâ â?              | تساں ںه ال کے اے          | چطوری؟                 |
| pothohārī bolne ō?           | پوٹهوهاری بولنے او        | پوتواری صحبت می‌کنی؟    |
| tusaṇ kudarō āyō?            | تساں کدروں ائیو           | کجایی هستی؟            |
| me valât thū ā               | میں ولایتوں آں            | من خارجی‌ام             |
| merbānī karī tā              | مهربانی کری تے            | مهربانی کن             |
| tusāne grāṇ na nāṇ kâ?       | تساں نے گراں نه ناں کے    | نام روستایتان چیست؟    |
| kashmīr vich tashrīf āno     | کشمیر وِچ تشریف آںو        | به کشمیر تشریف بیاور   |
| pothwārī chaṇgī zabān â      | پوٹهواری چنگی زبان اے     | پوتواری زبان قشنگی است |
| Teek-Taak (غیر رسمی)         |                           | خوبم                   |